# جمعه ایرانی
جمعهٔ ایرانی یک برنامهٔ رادیویی بود که صبح‌های جمعه از  رادیو ایران پخش می‌شد.
این برنامه در واقع جایگزین برنامهٔ صبح جمعه با شما گردیده بود.
سردبیر، تهیه‌کننده و نویسنده این برنامه سعید توکل بوده‌است. دیگر نویسندگان این برنامه صادق عبداللهی، حسین هاشمی و عباس محبی هستند. از سایر همکاران این مجموعه می‌توان به  مهران امامیه، امیرحسین مدرس، احسان کرمی، داوود منفرد، بیوک میرزایی، اصغر سمسارزاده، علیرضا جاویدنیا، شوکت حجت، الهام صفوی‌زاده، شهلا ناظریان، نازنین مهیمنی، هلن جبارزاده، فاطمه نیرومند، اردشیر منظم، رضا عبدی، منوچهر آذری و مینو غزنوی اشاره کرد. دیگر عوامل این برنامه صدابردار رضا محتشم و مجید آیینه، افکتور محمد قبادی، دستیار نرگس اصفهانی و تدارکات جعفر ابراهیمی اشاره کرد.